# Le Grippon
Le Grippon é uma comuna francesa na região administrativa da Normandia, no departamento da Mancha. Estende-se por uma área de 9.81 km². Em 2010 a comuna tinha 388 habitantes (densidade: 39,6 hab./km²).
Foi criada em 1 de janeiro de 2016, a partir da fusão das antigas comunas de Champcervon e Les Chambres.